# Judy and Mary
Judy and Mary var ett japanskt band bildat 1991 som främst verkat inom Japan men ändå har uppmärksammats internationellt i och med låten Sobakasu som blev introlåt till den populära tv-serien Rurouni Kenshin. Med över 14 miljoner album sålda i Japan tillhör de en av de största grupperna i Japan genom tiderna.

## Historik
Judy and Mary bildades 1991 i Hakkodate, Hokkaido av sångaren Yuki Isoya (磯谷 有希 Isoya Yuki?) och basisten Yoshihito Onda (恩田 快人 Onda Yoshihito?). Året efter fyllde bandet på med trummisen Kohta Igarashi (五十嵐 公太 Igarashi Kōta?) och gitarristen Taiji Fujimoto (藤本 泰司 Fujimoto Taiji?). Samma år ersattes Taiji med Takuya Asanuma (浅沼 拓也 Asanuma Takuya?) på gitarr.

## Diskografi

### Album

#### Studioalbum
| År   | Information | Listplacering | Försäljning |
| ---- | --- | ------------- | ----------- |
| 1992 | Be Ambitious - Oberoende släppt EP - Utgivet: April 1992 - Skivbolag: Crown - Återutgivet 2000-12-16 - Återutgivet 2001-09-19 | 19*           | 11 000*     |
| 1994 | J.A.M. - Utgivet: 1994-01-21 - Skivbolag: Epic Records Japan (ESCB-1466)                                                      | 23            | 189 000     |
| 1994 | Orange Sunshine - Utgivet: 1994-12-01 - Skivbolag: Epic Records Japan (ESCB-1555)                                             | 5             | 681 000     |
| 1995 | Miracle Diving - Utgivet: 1995-12-04 - Skivbolag: Epic Records Japan (ESCB-1707)                                              | 2             | 939 000     |
| 1997 | The Power Source - Utgivet: 1997-03-26 - Skivbolag: Epic Records Japan (ESCB-1805)                                            | 1             | 2 162 000   |
| 1998 | Pop Life - Utgivet: 1998-06-24 - Skivbolag: Epic Records Japan (ESCB-1890)                                                    | 2             | 1 150 000   |
| 2001 | Warp - Utgivet: 2001-02-07 - Skivbolag: Epic Records Japan (ESCB-1890)                                                        | 1             | 887 000     |

*positioner från återutgivningen 2001.

#### Samlingsalbum
| År   | Information | Listplacering | Försäljning |
| ---- | --- | ------------- | ----------- |
| 1999 | 44982 Vs. 1650 - 3CD livealbum. - Utgivet: 1999-03-31 - Skivbolag: Epic Records Japan (ESCB-1890)                                    | 7             | 287 000     |
| 2000 | Fresh - Greatest hits-album. - Utgivet: 2000-03-23 - Skivbolag: Epic Records Japan (ESCB-2110)                                       | 1             | 1 776 000   |
| 2001 | The Great Escape: Complete Request Best - 2CD greatest hits-album. - Utgivet: 2001-05-23 - Skivbolag: Epic Records Japan (ESCB-2230) | 1             | 783 000     |
| 2006 | Complete Best Album: Fresh - 2CD greatest hits-album. - Utgivet: 2006-02-13 - Skivbolag: Epic Records Japan (ESCB-2230)              | 2             | 223 000     |
| 2009 | 15th Anniversary Complete Single Box - 22CD samlingsbox för singlar - Released: 2009-08-05 - Label: Epic Records Japan (ESCL-3220)   | 83            | 2 000       |

### Singlar
| År   | Titel                                                                        | Notering                                    | Oricon singel- lista | Oricon försäljning totalt | Album            |
| ---- | ---------------------------------------------------------------------------- | ------------------------------------------- | -------------------- | ------------------------- | ---------------- |
| 1993 | "Power of Love"                                                              |                                             | 95                   | 3 000                     | J.A.M.           |
| 1993 | "Blue Tears"                                                                 |                                             | –                    | –                         | J.A.M.           |
| 1994 | "Daydream"                                                                   |                                             | 58                   | 13 000                    | J.A.M.           |
| 1994 | "Hello! Orange Sunshine"                                                     |                                             | 22                   | 99 000                    | Orange Sunshine  |
| 1994 | "Cheeze "Pizza""                                                             |                                             | 15                   | 77 000                    | Orange Sunshine  |
| 1995 | "Chiisa na Koro Kara" (小さな頃から Sedan jag var liten?)                    |                                             | 37                   | 39 000                    | Orange Sunshine  |
| 1995 | "Over Drive"                                                                 |                                             | 4                    | 670 000                   | Miracle Driving  |
| 1995 | "Doki Doki" (ドキドキ Ljud för hjärtslag?)                                   |                                             | 8                    | 256 000                   | Miracle Driving  |
| 1996 | "Sobakasu" (そばかす Fräknar?)                                               | Serien Rurouni Kenshins första öppningslåt. | 1                    | 1 058 000                 | The Power Source |
| 1996 | "Classic" (クラシック Kurashikku?)                                           |                                             | 3                    | 632 000                   | The Power Source |
| 1997 | "Kujira Jū Ni Gō" (くじら12号 Val nummer 12?)                                |                                             | 5                    | 447 000                   | The Power Source |
| 1997 | "Lovely Baby" (ラブリーベイベー Raburī Beibē?)                               |                                             | 12                   | 96 000                    | The Power Source |
| 1997 | "Lover Soul"                                                                 |                                             | 5                    | 504 000                   | Pop Life         |
| 1997 | "Sanpomichi" (散歩道 Promenad?)                                              | Dramat News no Onnas signaturmelodi.        | 3                    | 479 000                   | Pop Life         |
| 1998 | "Music Fighter" (ミュージック ファイター Myūjikku Faitā?)                    |                                             | 4                    | 148 000                   | Pop Life         |
| 1998 | "Iro Toridori no Sekai" (イロトリドリ ノ セカイ En värld av diverse färger?) |                                             | 11                   | 76 000                    | Pop Life         |
| 1998 | "Tegami o Kaku yo" (手紙をかくよ Jag skriver ett brev?)                      |                                             | 22                   | 22 000                    | Pop Life         |
| 2000 | "Brand New Wave Upper Ground"                                                |                                             | 4                    | 158 000                   | Warp             |
| 2000 | "Hitotsu Dake" (ひとつだけ Endast en?)                                       |                                             | 9                    | 111 000                   | Warp             |
| 2000 | "Mottö" (Mer)                                                                |                                             | 8                    | 138 000                   | Warp             |
| 2001 | "Lucky Pool" (ラッキープール Rakkī Pūru?)                                    |                                             | 3                    | 183 000                   | Warp             |
| 2001 | "Peace (Strings Version)"                                                    |                                             | 8                    | 73 000                    | Warp             |

### Böcker/publikationer
- JAM Book (1996-03-15)
- YUKI Girly Rock -yuki biography- (1997)
- YUKI Girly Swing -yuki autobiography & diary- (1997)
- YUKI Girly Folk -yuki bio- (2000)
- YUKI Girly Boogie -yuki autobio- (2000)
- YUKI Girly Wave -yuki bio- (2004)
- YUKI Girly Tree -yuki autobio) (2004)
- What's In JAM-PACK (kompilation av tidningsartiklar från 'What's In')